# Una historia inmortal
Una historia inmortal (en francés: Une histoire immortelle) es una película francesa de 1968 dirigida por Orson Welles y protagonizada por Jeanne Moreau. La película se transmitió originalmente en la televisión francesa y luego se estrenó en los cines. Está basada en un cuento de la escritora danesa Karen Blixen (más conocida por su seudónimo Isak Dinesen). Con una duración de sesenta minutos, es el largometraje más corto dirigido por Welles.

## Trama
En el Macao del siglo XIX, Mr. Clay (Orson Welles) es un rico comerciante al final de su vida. Su único acompañante es su contable, un emigrante judío-polaco llamado Levinsky (Roger Coggio). Una noche, mientras le lee a Clay antes de acostarse, Levinsky recita una profecía de Isaías . Clay declara su odio por las profecías y comienza a contar una historia que una vez escuchó en un barco, de un anciano rico que le ofrece a un marinero cinco guineas para embarazar a su esposa. Levinsky completa sin embargo la historia, habiéndola escuchado él mismo de muchos otros marineros. Clay se obsesiona con hacer realidad ese cuento legendario y Levinsky es enviado a buscar un marinero y una mujer joven que asuman los roles de la historia.
Levinsky se acerca a Virginie (Jeanne Moreau), la hija del antiguo socio comercial de Clay. Los tratos despiadados de Clay llevaron al padre de Virginie a la bancarrota y al suicidio, y ella está ansiosa por participar en esta acción para vengarse. El marinero indigente, un joven danés llamado Paul ( Norman Eshley ) recientemente rescatado de una isla desierta, es descubierto en la calle y reclutado. Habiendo escuchado la historia, Paul al principio se niega a participar, pero acepta cuando Clay le recuerda que necesita el dinero.
Virginie y Paul encuentran un vínculo emocional en su breve unión, pero toman caminos separados: Virginie es exorcizada de su amargura contra Clay mientras Paul desaparece en las bulliciosas calles de Macao. Antes de hacerlo, le pide a Clay que le dé a Virginie un caparazón que encontró en su isla desierta que reproducirá una "canción" si se lo acerca a la oreja. Levinsky va a informar a Clay sobre lo sucedido, pero descubre que el viejo comerciante ha muerto. Se pone el caparazón de Paul en la oreja y le comenta a Virginie que ha escuchado la canción antes, pero que no recuerda dónde.
Elenco
- Jeanne Moreau como Virginie Ducrot
- Orson Welles como el Sr. Charles Clay
- Roger Coggio como Elishama Levinsky
- Norman Eshley como Paul, el marinero
- Fernando Rey como Comerciante

## Producción
Orson Welles confesó ser un admirador de las obras de Karen Blixen y, en algún momento, anunció planes para crear una serie de películas basadas en sus cuentos. Una historia inmortal es un cuento publicado por primera vez en la colección de cuentos Anecdotes of Destiny de Blixen de 1958. Originalmente, la película estaba destinada a ser la mitad de una película de antología de dos partes, con la segunda mitad basada en la historia de Blixen The Deluge at Nordenay. Sin embargo, la segunda película se canceló cuando Welles expresó su preocupación por la profesionalidad de su equipo en Budapest, Hungría, donde se iba a realizar la producción.
Welles recibió financiamiento de la Organización Radio-Télévision Française para crear Una historia inmortal  para una presentación de estreno en la televisión francesa, seguida de un estreno en cines en Francia y otros países. Como parte de la financiación, Welles estaba obligado por contrato a rodar la película en color. Welles no era fanático de la cinematografía en color y en una entrevista declaró: "El color realza el escenario, el escenario, el vestuario, pero misteriosamente solo resta valor a los actores. Hoy en día es imposible nombrar una actuación destacada de un actor en una película en color".
Gran parte de la película se rodó en la casa de Welles, ubicada en las afueras de Madrid, España. Las escenas exteriores que representan a Macao se rodaron en Pedraza, Brihuega, Valdemoro y Chinchón, localidad cercana a Madrid. Welles utilizó a los camareros de un restaurante chino de Madrid como extras para recrear el escenario de Macao.

## Lanzamiento
Una historia inmortal se inscribió en el 18º Festival Internacional de Cine de Berlín en junio de 1968. La película se estrenó en Estados Unidos en el Festival de Cine de Nueva York  de 1968. En febrero de 1969, se estrenó en los cines de Estados Unidos en un cartel de doble función con Simon of the Desert de Luis Buñuel .
El 30 de agosto de 2016, Criterion Collection lanzó The Immortal Story en DVD y Blu-ray en los EE. UU.